# جائزة الولايات المتحدة الكبرى 1963
جائزة الولايات المتحدة الكبرى 1963 هو سباق فورمولا 1 أقيم بتاريخ 6 أكتوبر 1963 في نيويورك. كان الثامن من أصل 10 في بطولة العالم لسباقات الفورمولا واحد موسم 1963.